# Sara Junevik
Sara Jennifer Junevik (Leksand, 14 de febrero de 2000) es una deportista sueca que compite en natación.
Ganó dos medallas en el Campeonato Mundial de Natación en Piscina Corta, en los años 2021 y 2022, tres medallas en el Campeonato Europeo de Natación, en los años 2022 y 2024, y cuatro medallas en el Campeonato Europeo de Natación en Piscina Corta, en los años 2021 y 2023.

## Palmarés internacional
| Campeonato Mundial en Piscina Corta | Campeonato Mundial en Piscina Corta | Campeonato Mundial en Piscina Corta | Campeonato Mundial en Piscina Corta |
| Año                                 | Lugar                               | Medalla                             | Prueba                              |
| ----------------------------------- | ----------------------------------- | ----------------------------------- | ----------------------------------- |
| 2021                                | Abu Dabi (EAU)                      | Medalla de plata                    | 4 × 50 m libre                      |
| 2022                                | Melbourne (Australia)               | Medalla de bronce                   | 4 × 50 m estilos                    |
| Campeonato Europeo                  |                                     |                                     |                                     |
| Año                                 | Lugar                               | Medalla                             | Prueba                              |
| 2022                                | Roma (Italia)                       | Medalla de plata                    | 4 × 100 m libre                     |
| 2024                                | Belgrado (Serbia)                   | Medalla de oro                      | 50 m mariposa                       |
| 2024                                | Belgrado (Serbia)                   | Medalla de bronce                   | 100 m mariposa                      |
| Campeonato Europeo en Piscina Corta |                                     |                                     |                                     |
| Año                                 | Lugar                               | Medalla                             | Prueba                              |
| 2021                                | Kazán (Rusia)                       | Medalla de plata                    | 4 × 50 m estilos                    |
| 2023                                | Otopeni (Rumania)                   | Medalla de oro                      | 4 × 50 m libre                      |
| 2023                                | Otopeni (Rumania)                   | Medalla de oro                      | 4 × 50 m estilos                    |
| 2023                                | Otopeni (Rumania)                   | Medalla de bronce                   | 50 m mariposa                       |